# Троицкое (Грязовецкий район)
Троицкое — деревня в Грязовецком районе Вологодской области.
Входит в состав Юровского муниципального образования, с точки зрения административно-территориального деления — в Юровский сельсовет.
Расстояние по автодороге до районного центра Грязовца — 25 км, до центра муниципального образования Юрово — 5 км. Ближайшие населённые пункты — Шнякино, Акинфовица, Починок.
По переписи 2002 года население — 21 человек (10 мужчин, 11 женщин). Всё население — русские.